# Théâtre Fémina (Bordeaux)
Le théâtre Fémina est une salle de spectacle, créée en 1921 à Bordeaux, 10 rue de Grassi. Il a été fondé par Victor Bonneterre et Ulysse Sédard, manufacturier en parapluies, directeur du casino d'Arcachon. Le Fémina devient un cinéma dans les années 1930 avant de redevenir un théâtre à la fin des années 1970. La directrice est Malika Josse.

## Historique

### À l'origine
À cet emplacement dans le tissu urbain, les Bordelais disposent avant la Première Guerre mondiale d’une salle de ventes installée dans un ancien garage pour les automobiles. Au XIXe siècle une remise de chevaux de poste occupe le terrain, qui accueille jusqu'à 14 chevaux, les cochers et les palefreniers. Cette remise appartient alors au grand hôtel situé en face dont le propriétaire était Matteo Petit.
Après la Première Guerre mondiale, cet espace va devenir le théâtre que l'on connaît aujourd’hui. Il est inauguré le 31 mars 1921.

### La construction du théâtre
La destruction de l’immeuble est commencée le 1er mai 1920, par l’entrepreneur des travaux publics Bertrand Hauret, afin de dégager la parcelle pour y installer cette salle de spectacle qui est terminée le 31 mars 1921. Au départ, il est prévu que le théâtre puisse accueillir 2 000 places. Néanmoins, André Bac avec l’accord des directeurs, décide de choisir la qualité à la quantité et l’édifice n’accueille finalement que 1 200 places.
L’architecture est imaginée par André Bac. L’atelier d’Albert Bordenave est chargé des tapis, des tentures et des sièges. Les sculptures décoratives ont été réalisées par Edmond Tuffet, et la décoration est signée par le maître Jean Artus. Le plafond-coupole est pensé par Gustave Larée, qui représente l’apothéose de Pierrot et de la musique moderne, tandis que la Compagnie générale des Travaux Électrique est appelée pour l’appareillage lumineux. La décoration intérieure a aujourd’hui pratiquement disparu.
Pour les matériaux utilisés, cet édifice s’inscrit dans les innovations de son temps par l’utilisation du béton armé pour le plancher, le sous-sol et les piliers.
La façade se déploie sur deux niveaux, avec “Théâtre Fémina” inscrit sur 3 travées. Elle est scandée de quatre colonnes corinthiennes et d'une loggia encadrée de guirlandes. L’intérieur est un mélange très bordelais de style Louis XVI et d’Art déco qui caractérisent tous deux la ville. Ainsi, le bâtiment s’inscrit dans le tissu urbain bordelais.
En 1921, l'intérieur comprenait un vestiaire dont les portes étaient décorés de grandes toiles peintes avec un décor floral et argenté. L'accès à la salle par le parterre se faisait par des portes à doubles vantaux. À l'étage, l'accès au balcon est possible par un escalier à double volée. Le théâtre possédait une salle crème et or décorée de 8 pilastres et de fauteuils spacieux baignés d'un éclairage abondant.

### Un cinéma en 1930
Entre les années 1930 et 1970, le Fémina connaîtra différentes sociétés d’exploitations dans le domaine du cinéma. De juin 1930 à 1935, le théâtre devient le cinéma “Fémina Pathé” par un accord avec Pathé-Nathan puis en 1936 le Fémina signe un accord avec la Metro-Goldwyn Mayer, aussi appelée MGM. Une reproduction du lion emblématique en plâtre de la MGM était même installée dans le hall. Ces lions portaient un collier avec la célèbre devise "Ars Gratia Artis". À la suite de difficultés à suivre les changements de programmation hebdomadaires, des films de la Fox, de Paramount ou encore d’Universal sont ajoutés aux projections cinématographiques du Fémina. On pouvait donc y voir de nombreux films américains. L’accord avec la MGM se termine en septembre 1939 et en 1941 sous l'occupation allemande, le cinéma devient Soldatenkino qui signifie “cinéma pour les soldats”, comme le grand Rex à Paris. Après la guerre en 1946 le Fémina appartient au groupe Gaumont-Sedard.
Dans les années 1970, des travaux sont entrepris sur l’édifice afin d'embellir la façade, d'aménager le hall d’accueil et les salles dont les fauteuils sont rénovés.
En 1976, Yvon Rigal qui est le directeur du cinéma depuis 1956 cède le lieu à son petit-fils Jean-Pierre Gil, âgé de 21 ans. Le nouveau directeur se trouve face à deux possibilités pour assurer le futur du Fémina. Il peut soit transformer le cinéma en complexe de 12 salles ou bien le conserver et lui trouver une nouvelle activité.

### La renaissance du théâtre en 1977
En 1977, Jean-Pierre Gil, le nouveau directeur du Fémina signe un accord avec la mairie de Bordeaux. Le cinéma redevient une salle de spectacle vivant. Des travaux importants sont entrepris durant cette même année afin que l’espace puisse accueillir du théâtre, de la comédie, de la danse, de l’opérette, de la musique classique et de la variété.
L’accord avec la mairie de Bordeaux prend fin en 1997, et Jean-Pierre Gil en tant qu'exploitant s’occupe de la programmation de Théâtre. Il ouvre sa salle aux associations locales, aux programmateurs culturels privés mais aussi à l'Opéra de Bordeaux qui y produira la partie Opérette et Jeunes Publics jusqu’en juin 2004.
En avril 2004, l’Opéra de Bordeaux annonce la fin du partenariat annuel avec le Fémina concernant 120 dates. Le 1er octobre 2004, un accord de location-gérance est conclu entre Jean-Pierre Gil et Michel Goudard qui est alors à la tête des sociétés Alhambra Production et Euterpe Promotion, afin de prendre en main la gestion du théâtre. Ce dernier assurera la gestion du théâtre jusqu'en 2020 où il sera remplacé par Malika Josse.
Début 2025, il est annoncé que Jérémy Ferrari prendra en charge la gérance du théâtre à partir de juillet pour une durée de 9 ans.

## Liste des principales représentations
Principales représentations données au Fémina.

### Concerts
- 1987 : Barbara ;
- 2010 : Roger Hodgson ;
- 2011 : Joan Baez ;
- 2015 : James Taylor ;
- 2016 : Norah Jones ;
- 2016 : Beth Art ;
- 2018 : Etienne Daho ;
- 2018 : Julien Doré ;
- 2018 : Asaf Avidan ;
- 2019 : Jean-Louis Aubert ;
- 2019 : Zazie ;
- 2022 : Barbara Pravi ;
- 2025 : Jeanne Mas ;

### Théâtre
- 1991 : Jacques Villeret ;
- 2000 : Gad Elmaleh ;
- 2013 : God Squad ;
- 2015 : Malik Bentalha ;
- 2019 : Florence Foresti ;
- 2019 : Fabrice Luchini ;
- 2021 : D’jal ;
- 2022 : Arnaud Tsamere.

### Danse
- 2022 : Marie-Claude Pietragalla.

### Spectacle
- 2022 : Drag Race France.

### Concours
- 2014 : élection de Miss Bordeaux ;
- 2016 : Pole Dance Compétition.

### Conférence
- 2022 : Conférence TEDx.

## Galerie

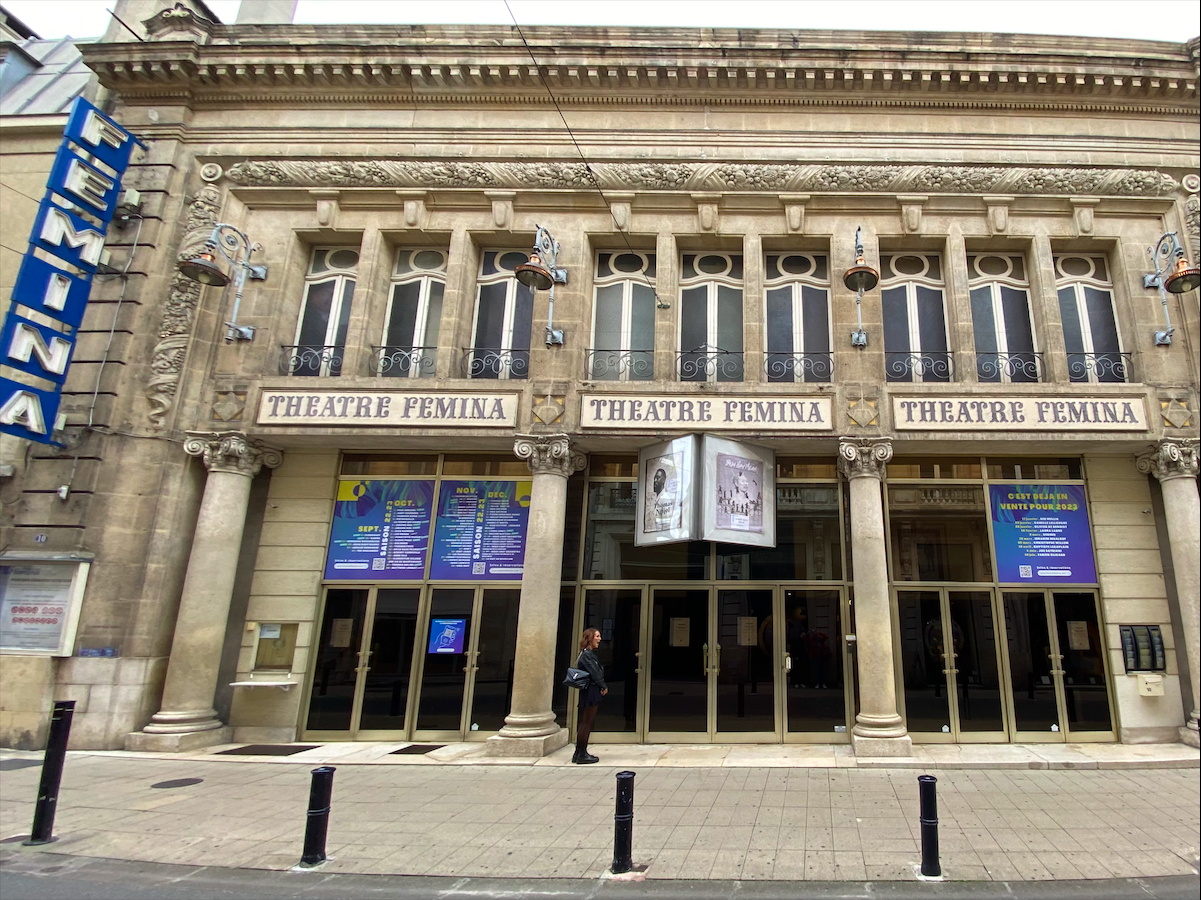
Vue d'ensemble de la façade du théâtre Fémina de Bordeaux, rue de Grassi.
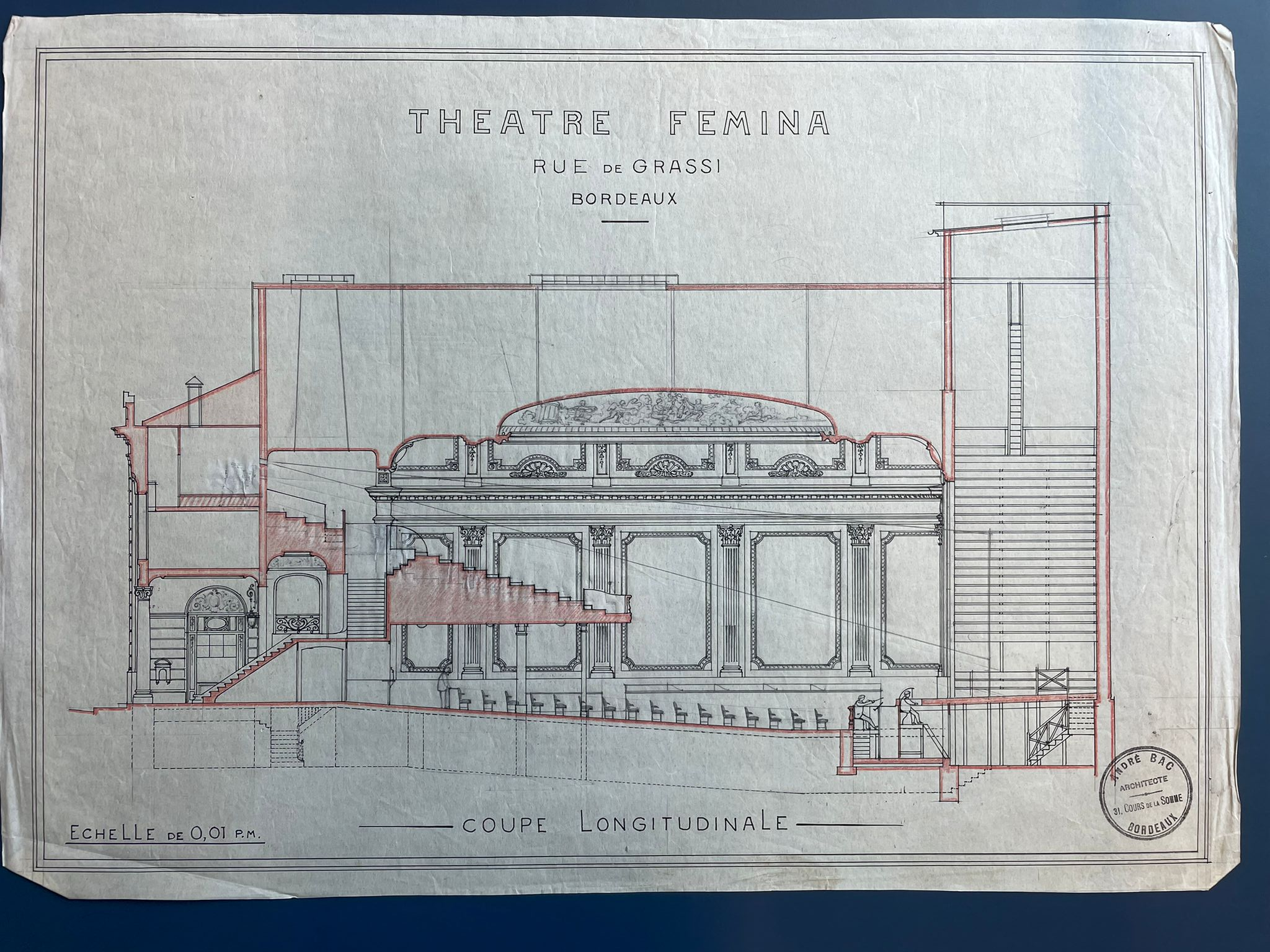
Coupe longitudinale, théâtre Fémina.
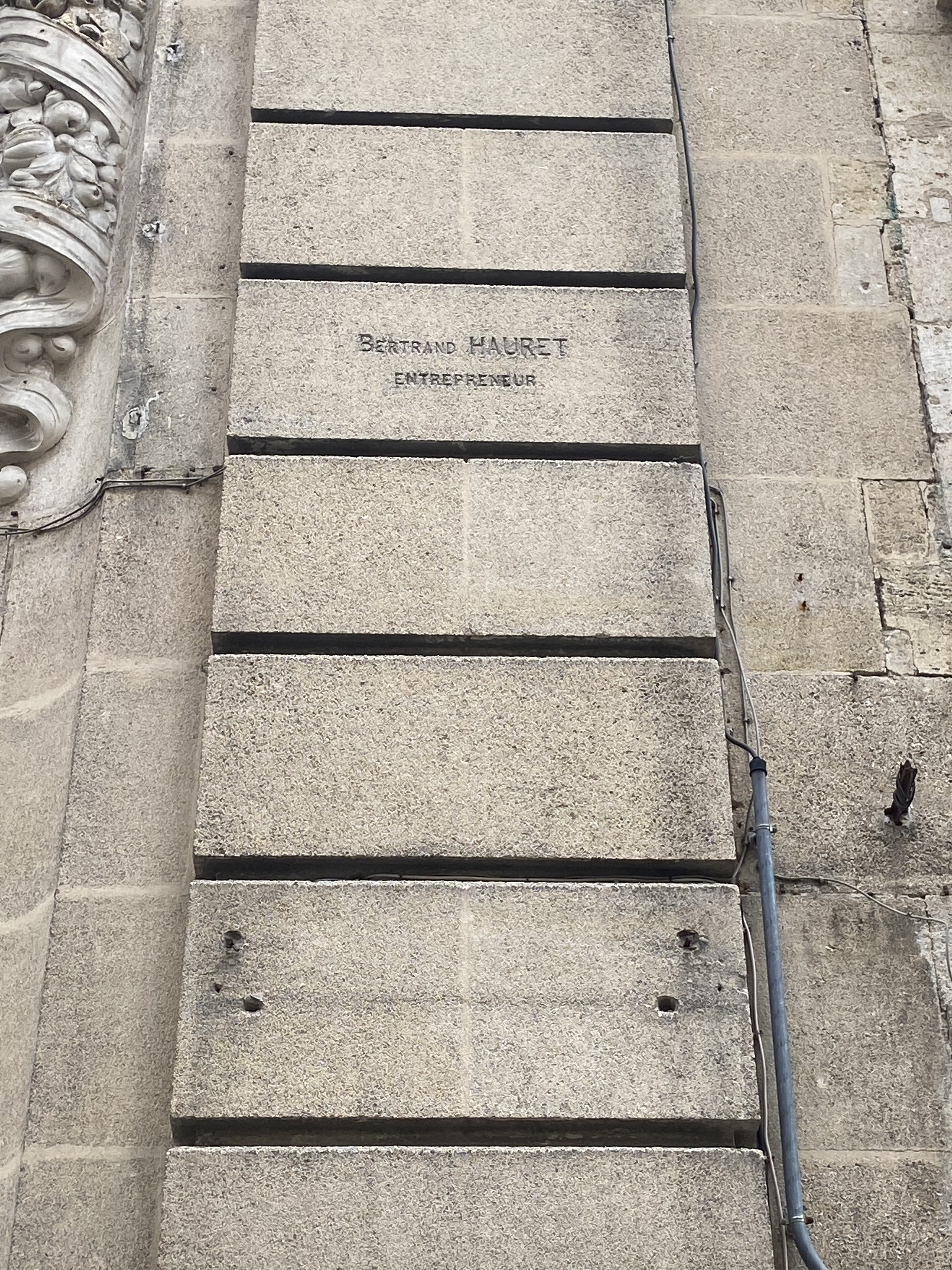
Détail de la façade, inscription : « Bertrand Hauret », entrepreneur du Fémina.
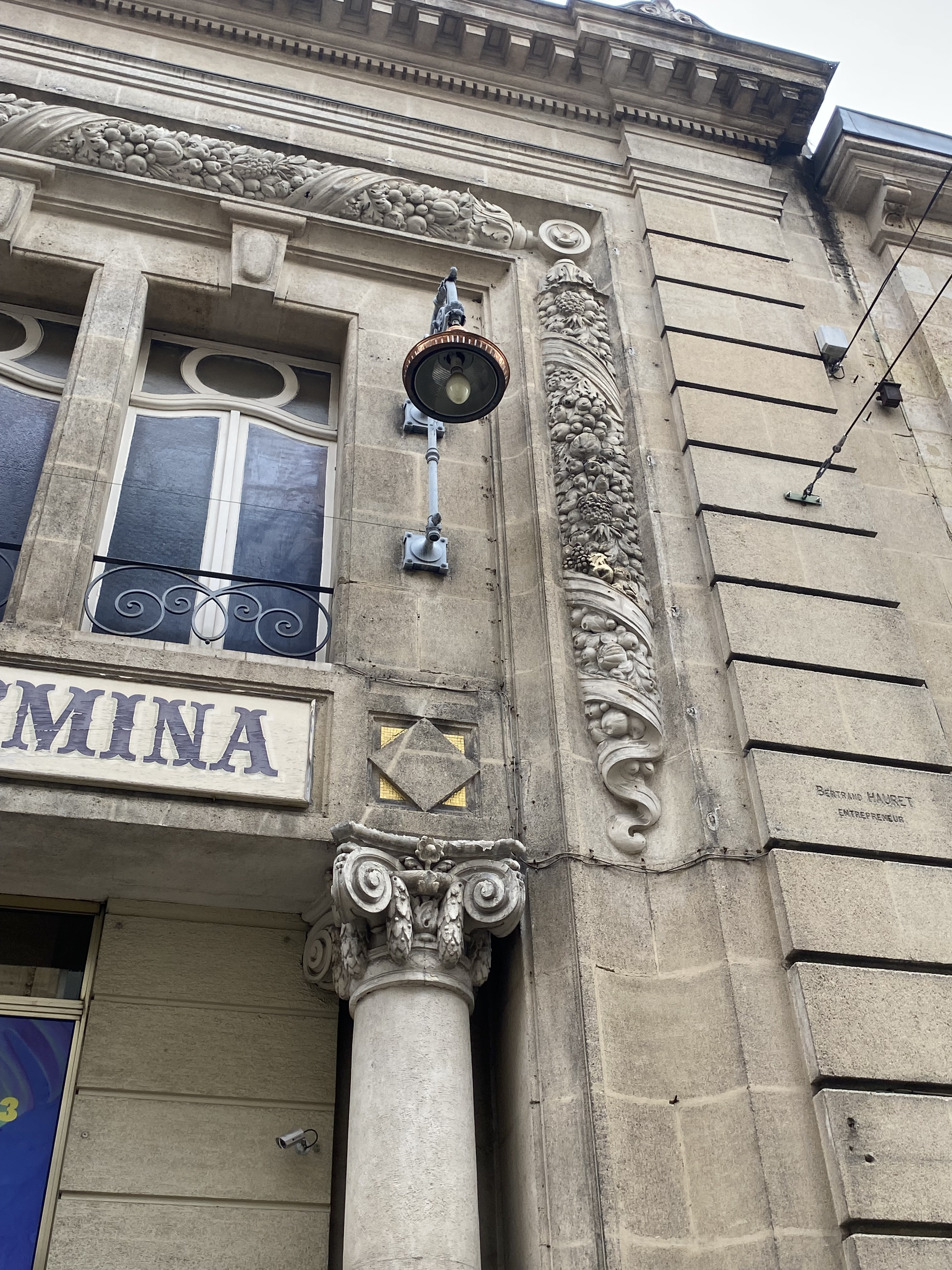
Guirlande au dessus de la loggia en façade du théâtre du Fémina, rue de Grassi.